# Lebbea triangularis
Lebbea triangularis är en skalbaggsart som beskrevs av Dewailly 1950. Lebbea triangularis ingår i släktet Lebbea och familjen Melolonthidae. Inga underarter finns listade i Catalogue of Life.